# Владимир Иванов – Фугата
Владимир Иванов Иванов - Фугата е бивш български футболист, играл, като десен бек,  треньор на ФК Черноморец (Бургас) от 2021г. Прекарва по-голямата част от кариерата си в ПФК „Славия“ (София) и ПФК Локомотив (Пловдив), играл е също и за ПФК „Левски“ (София). 

## Кариера
Състезавал се е за тимовете на: Локомотив Пловдив, Левски, Борусия Мьонхенгладбах, Славия и Локомотив София.
Шампион на България през 1995/96 с отбора на Славия, през 2001/02 с Левски и през 2003/04 с Локомотив Пловдив.
Трикратен носител на купата на страната — 1995/96 със Славия; 1997/98 и 2001/02 с Левски.
В евротурнирите има 14 мача и 1 гол (2 мача за Локомотив (Пд) в КЕШ, 2 мача за Левски в КНК, 6 мача и 1 гол за Славия и 4 мача за Локомотив (Пд) в турнира за купата на УЕФА.
Участник на Европейското първенство през 2004 г. с националния отбор на България, за който е изиграл 6 мача.

## Статистика по сезони
- 1991/92 — Славия – 5 мача/1 гол
- 1992/93 — Славия – 16/0
- 1993/94 — Славия – 10/0
- 1994/95 — Славия – 11/2
- 1995/96 — Славия – 28/3
- 1996/ес. — Славия – 15/0
- 1997/пр. — Левски (Сф) – 14/2
- 1997/98 — Левски (Сф) – 27/2
- 1998/99 — Борусия (М) – 0/0
- 1999/00 — Локомотив (Сф) – 21/2
- 2000/01 — Локомотив (Сф) – 21/1
- 2001/02 — Левски (Сф) – 12/0
- 2002/03 — Локомотив (Пд) – 16/0
- 2003/04 — Локомотив (Пд) – 28/1
- 2004/05 — Локомотив (Пд) – 22/1
- 2005/06 — Локомотив (Пд) – 26/0